# Strychnos malacosperma
Strychnos malacosperma är en tvåhjärtbladig växtart som beskrevs av Adolpho Ducke och Froes. Strychnos malacosperma ingår i släktet Strychnos och familjen Loganiaceae. Inga underarter finns listade i Catalogue of Life.